# Acrida conica
Acrida conica es una especie de saltamontes que se encuentra en Australia y Nueva Guinea. Fue descrito originalmente en 1781 como Truxalis conicus.